# Usora

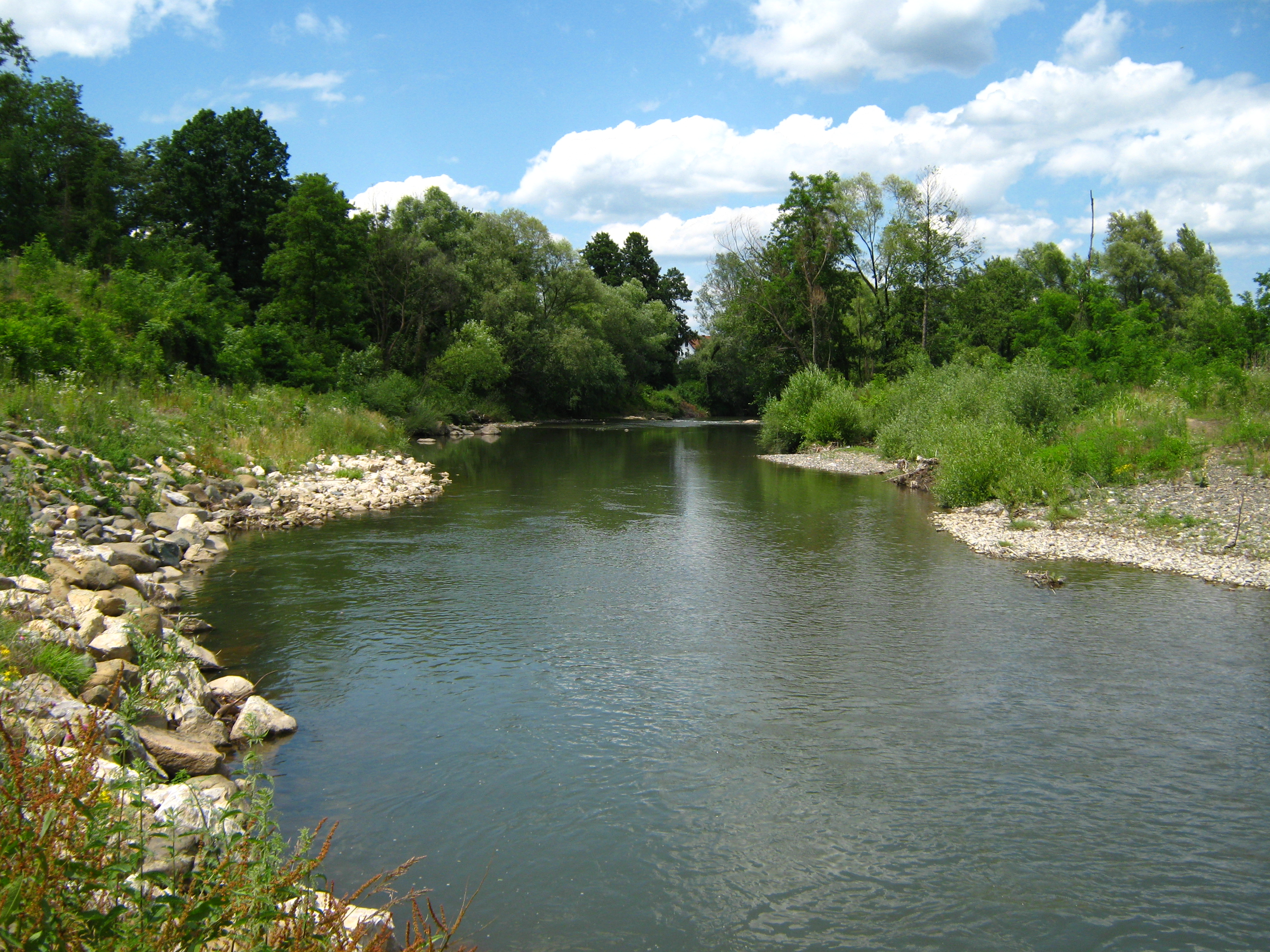
A folyó egy szakasza

Az Usora folyó Bosznia-Hercegovina középső részén, a Boszna bal oldali mellékfolyója.
A Mala Usora és a Velika Usora (a. m. Kis és Nagy Usora) összefolyásával keletkezik Teslić városkánál. Hossza 82 km, nyugat-keleti irányban folyik és Dobojnál torkollik a Boszna folyóba. 
A középkorban az Usora bánság neve is volt.
Ozora v. Uzora a 14. és 15. sz.-ban magyar bánság, mely Boszniában a Száva, Bosnya és Verbász folyók közt feküdt. (Révai NL)